# Evangelische Fachhochschule für Sozialwesen Reutlingen

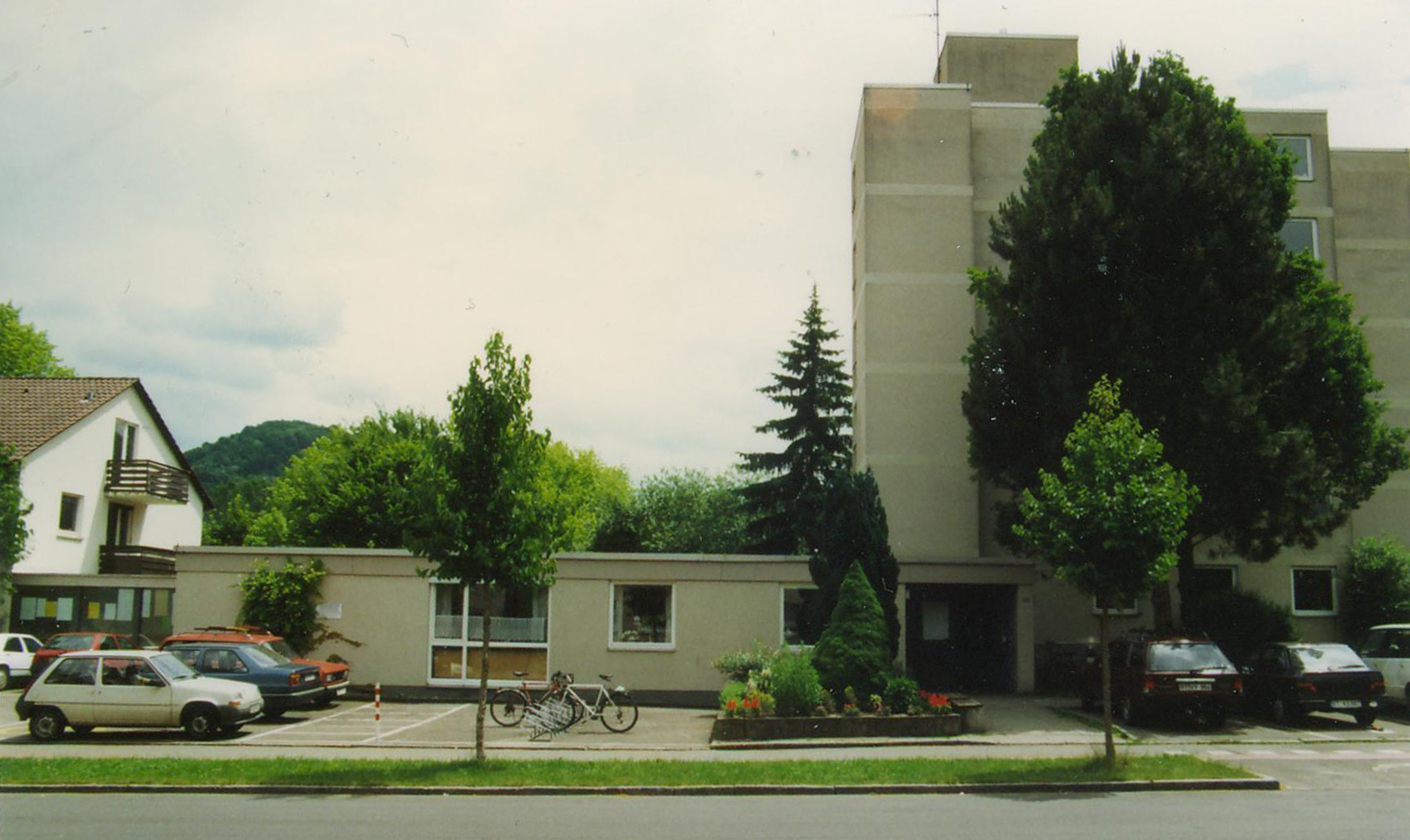
Eingangsbereich der EFHS, Ringelbachstr. 221, ca. 1996 – der Flachdachbau in der Bildmitte wurde später abgerissen

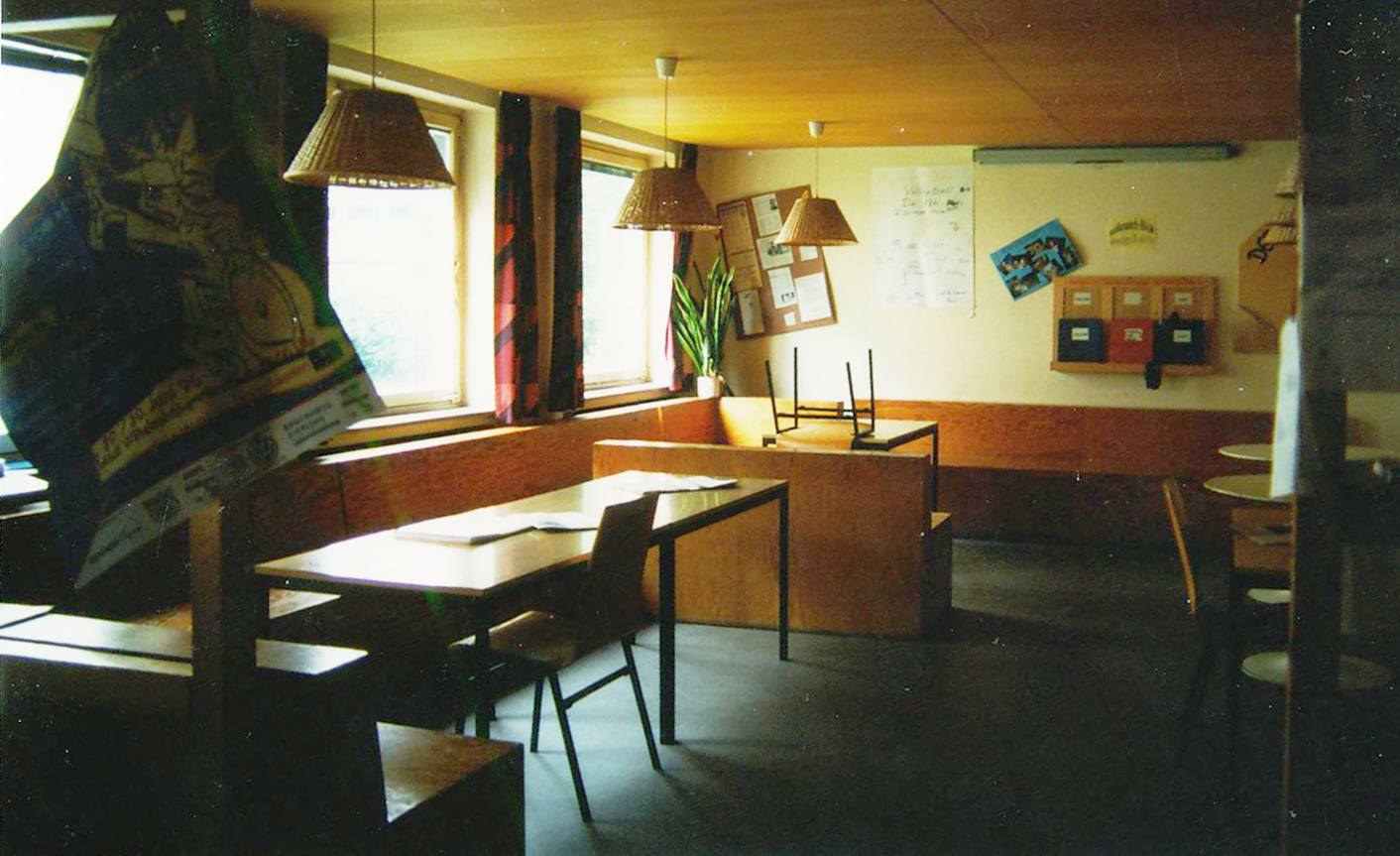
In dem Flachdachbau befand sich neben dem Rektorat auch das studentisch betriebene "Café Fäustle" – zentraler Treffpunkt der Studierenden während Vorlesungs- und Seminarpausen

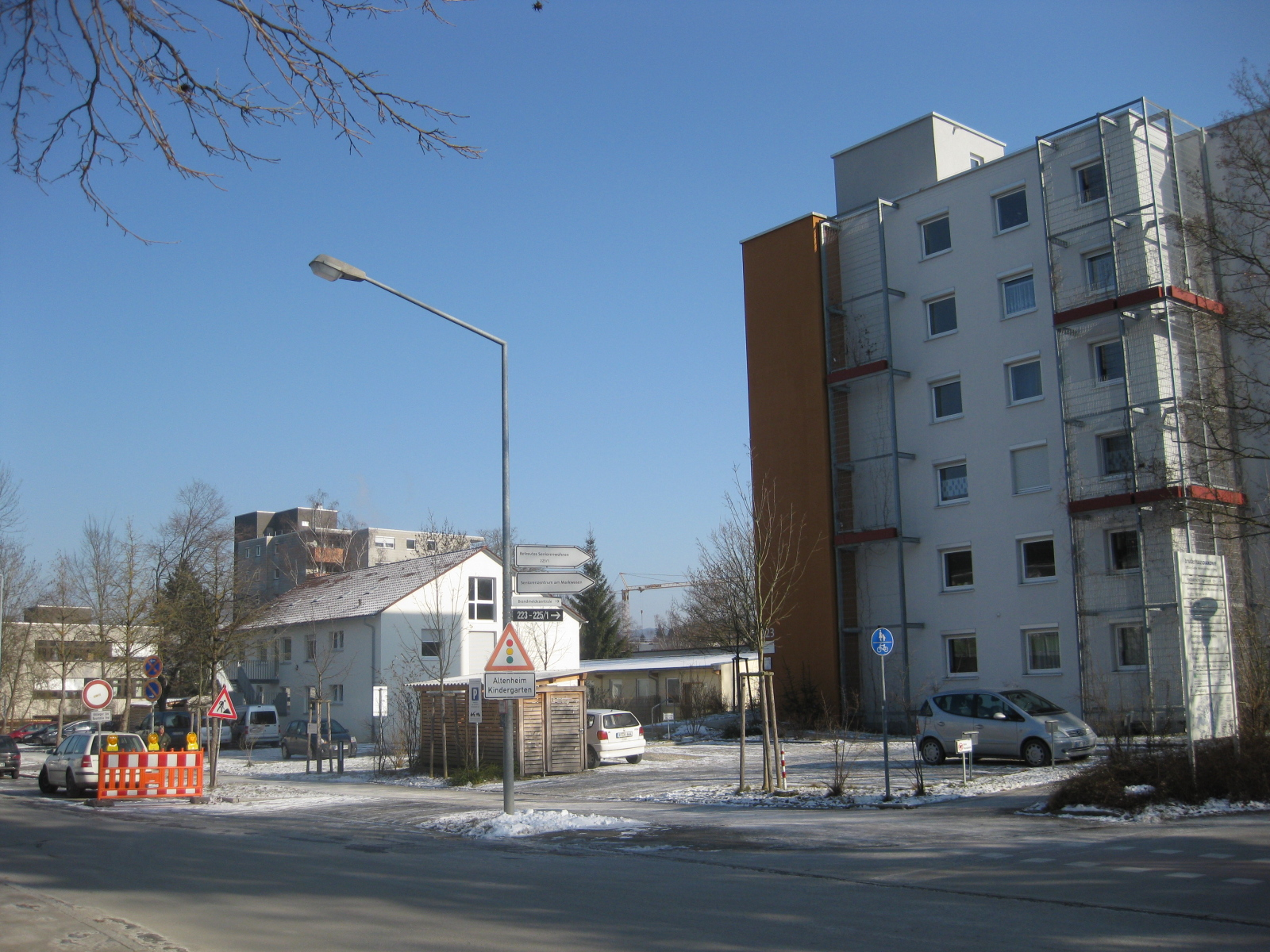
Die Ringelbachstraße 221 in Reutlingen war Sitz der EFHS, rechts im Bild das Gebäude des damaligen Studentenwohnheims

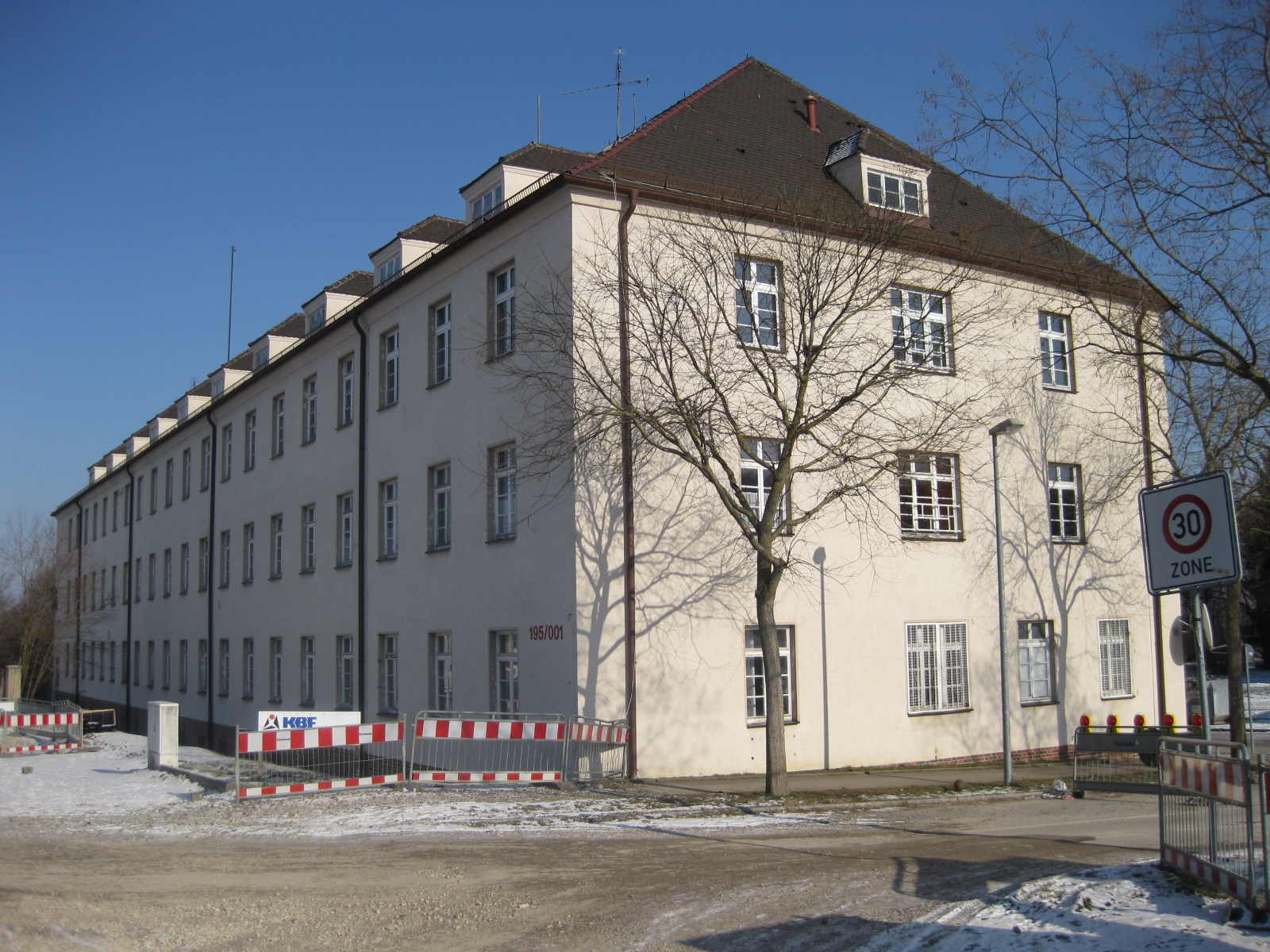
Lehrveranstaltungen wurden zum Teil in das ehemalige Kasernengebäude in der Ringelbachstraße 195 ausgelagert

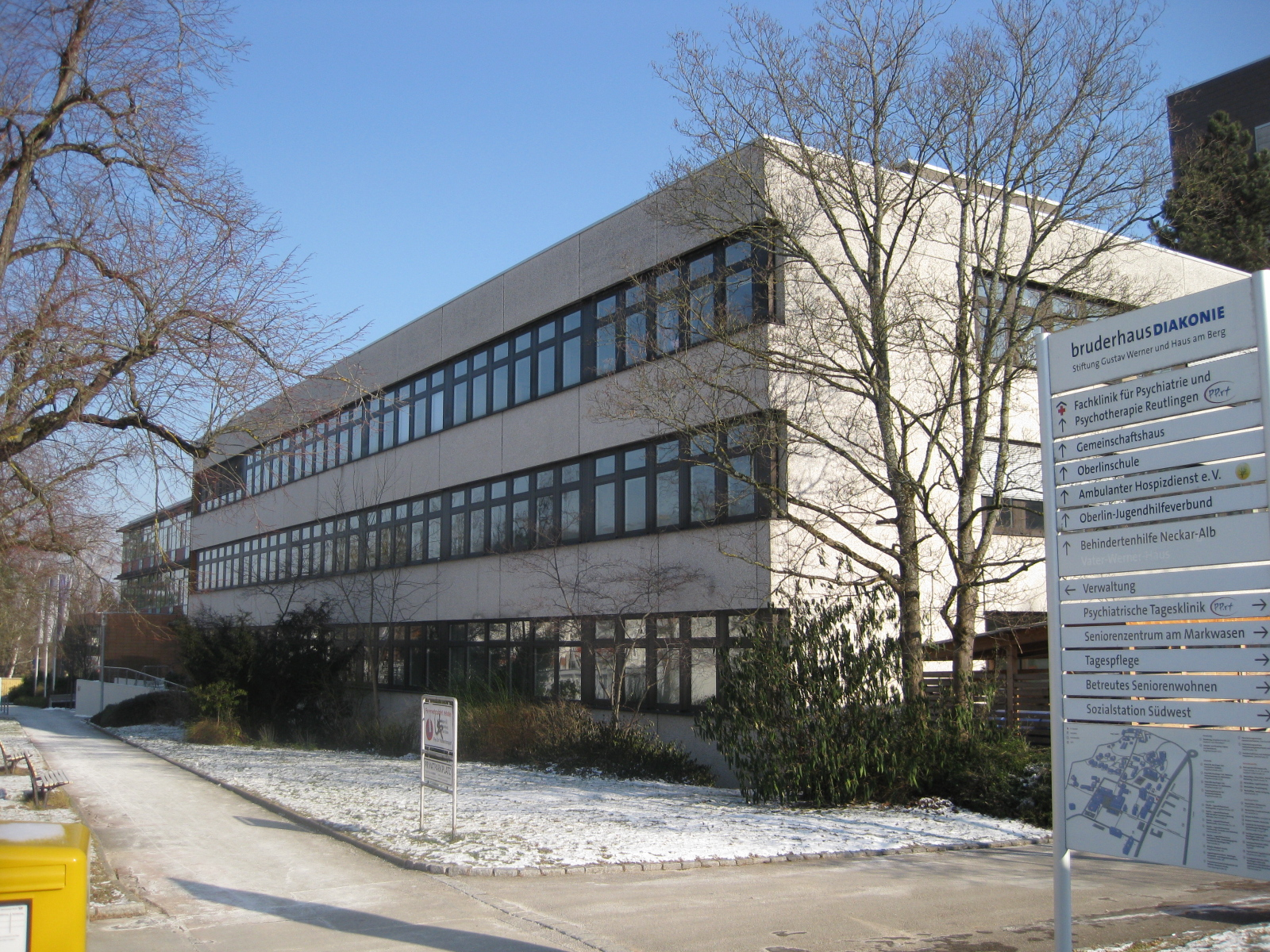
Gebäude der Gustav-Werner-Stiftung, in der sich die Bibliothek der EFHS befand

Die Evangelische Fachhochschule für Sozialwesen Reutlingen, kurz: EFHS Reutlingen, war nach einer ab Mitte der 1950er Jahre beginnenden Vorgeschichte als Fachschule im Bereich Heimerziehung und Sozialpädagogik von Beginn der 1970er Jahre bis zum Träger- und Standortwechsel nach Ludwigsburg ab 1999 eine staatlich anerkannte Fachhochschule in Trägerschaft des Evangelischen Vereins für sozialberufliche Ausbildung e.V. Stuttgart in Reutlingen. Der Lehrbetrieb am Standort Reutlingen wurde nach einer vierjährigen Übergangszeit im Jahr 2003 eingestellt. Nachfolgeinstitution ist die  Evangelische Fachhochschule Reutlingen-Ludwigsburg.

## Geschichte
Die Evangelische Schule für Heimerziehung nahm als Vorgängerinstitution 1954 ihren Betrieb auf (Leitung: Bernhard Kraak, Willi Erl). Seit 1963 arbeitete sie als Höhere Fachschule für Sozialpädagogik. Zwischen 1971 und 1973 erfolgte die Umwandlung in die Evangelische Fachhochschule für Sozialwesen, die staatliche Genehmigung erfolgte im Oktober 1973. Im Herbst 1999 übernahm die Württembergische Landeskirche die Trägerschaft. Leitung zuletzt: Jost Bauer (Vorgänger 1974–1996: Gottfried Hermann). Die Reutlinger Fachhochschule ging am Standort Ludwigsburg in die neu gegründete Evangelische Fachhochschule Reutlingen-Ludwigsburg über. Mittlerweile heißt sie Evangelische Hochschule Ludwigsburg – Hochschule für Soziale Arbeit, Diakonie und Religionspädagogik. Der Standort Reutlingen wurde übergangsweise noch bis zum Sommersemester 2003 betrieben.

## Studiengänge
An der EFHS wurden die Studiengänge Sozialarbeit und Sozialpädagogik mit Diplomabschluss (FH) angeboten. Für die Durchführung waren hauptberufliche Lehrkräfte (18 im Wintersemester 1993/94) und Lehrbeauftragte (63 im WS 93/94) verantwortlich.
(Wahl-)Pflichtfächer im Hauptstudium:
- Grundlagen sozialer Arbeit
- Recht und Verwaltung
- Ästhetik und Kultur
- Sozialwissenschaftliche Fächer
- Studienschwerpunkte Sozialpädagogik (pädagogisch-therapeutische Arbeit bzw. vorschulische Erziehung und Freizeitpädagogik) und Sozialarbeit (soziale Beratung und soziale Dienste)

## Bekannte Abgänger
- Cem Özdemir[3] (* 1965), Bundesvorsitzender von Bündnis 90/Die Grünen
- Beate Müller-Gemmeke[4] (* 1960), MdB seit 2009